# Meridiano 48 W
O meridiano 48 W é um meridiano que, partindo do Polo Norte, atravessa o Oceano Ártico, Gronelândia, Oceano Atlântico, América do Sul,  Oceano Atlântico, Oceano Antártico, Antártida e chega ao Polo Sul. Forma um círculo máximo com o Meridiano 132 E.
Começando no Polo Norte, o meridiano 48 Oeste tem os seguintes cruzamentos:
| País, território ou mar | Notas |
| ----------------------- | --- |
| Oceano Ártico           | |
| Mar de Lincoln          | |
| Gronelândia             | Ilha John Murray |
| Oceano Ártico           | |
| Fiorde Victoria         | |
| Gronelândia             | |
| Oceano Atlântico        | |
| Brasil                  | Pará (a leste de Belém Maranhão Tocantins Goiás Distrito Federal - passa a oeste de Brasília Goiás Minas Gerais São Paulo |
| Oceano Atlântico        | |
| Oceano Antártico        | |
| Antártida               | Território reivindicado pela Argentina (Antártida Argentina) e Reino Unido (Território Antártico Britânico)               |